# Sebaïne
Sebaïne est une commune de la wilaya de Tiaret en Algérie.